# Nasi goreng
Il nasi goreng è un piatto tipico della cucina indonesiana a base di riso fritto, pollo, gamberetti e uova, con l'aggiunta, talvolta, di verdure. È tra le pietanze che compaiono puntualmente nel rijsttafel.

## Etimologia
Il termine nasi goreng significa letteralmente "riso fritto".

## Preparazione
La pietanza viene solitamente preparata la mattina presto. Il riso viene prima cotto al vapore o bollito e quindi fritto al salto con altri ingredienti che variano a seconda della ricetta. Viene in seguito coperta e servita a temperatura ambiente. Può essere servita con spezie e salse tipiche della cucina asiatica, come il sambal oelek, una salsa piccante a base di peperoncino.

## Aneddoti
- Il piatto è stato servito al presidente statunitense Barack Obama durante la sua visita in Indonesia nel 2010.[1]